# Ludovic Orban

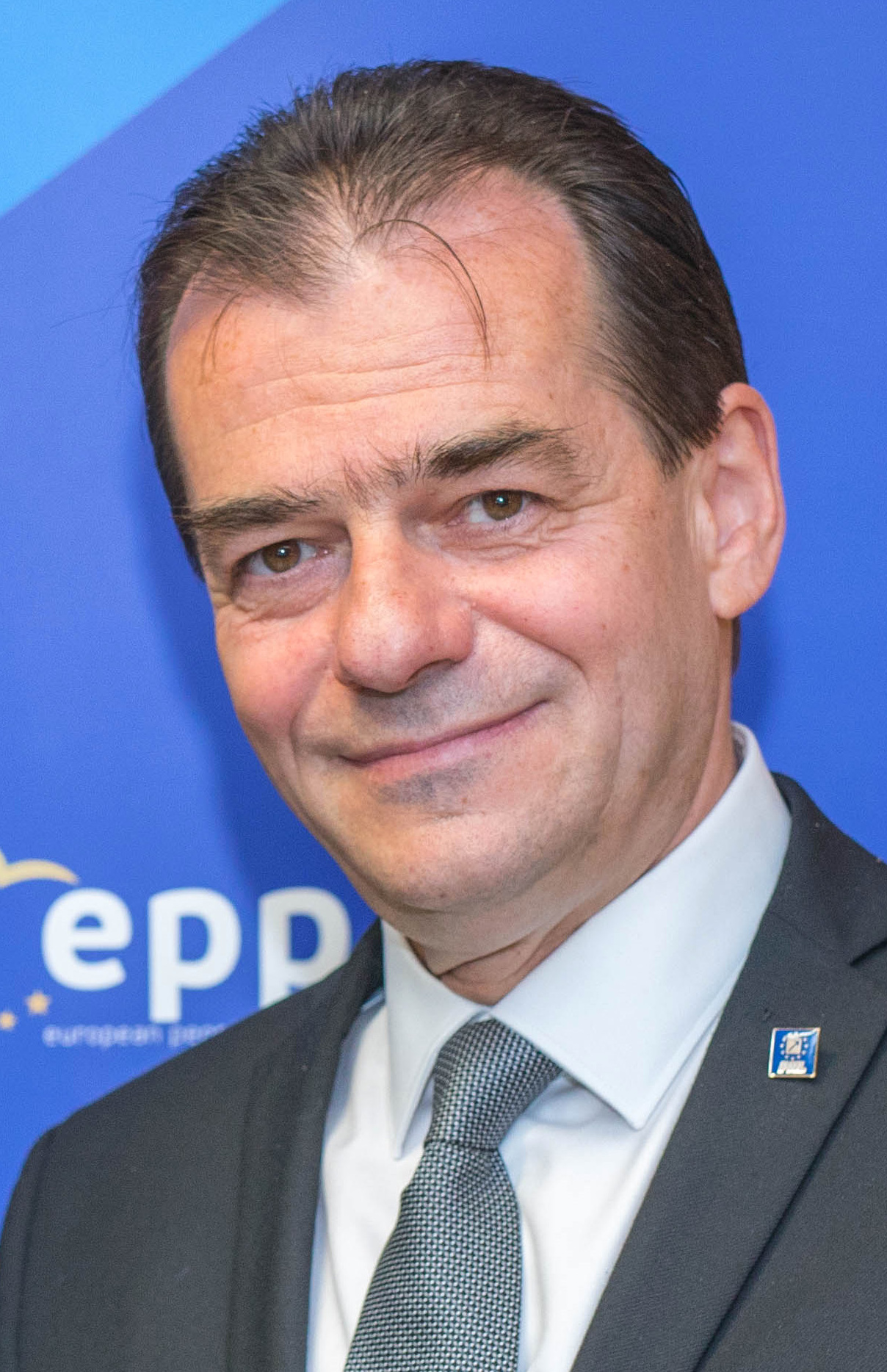
Ludovic Orban (2019)

Ludovic Orban (Aussprache: [ˈludovik ˈorban]; * 25. Mai 1963 in Brașov) ist ein rumänischer Politiker der PNL. Er war vom 4. November 2019 bis zum 7. Dezember 2020 der Ministerpräsident Rumäniens.

## Leben
Orban wurde in Brașov als Sohn einer ethnischen Rumänin und eines ethnischen Ungarn (Magyaren) geboren. Er besuchte in Brașov die Schule und absolvierte bis 1988 ein Maschinenbaustudium an der Universität Brașov. Danach arbeitete er als Ingenieur und 1991/92 als Redakteur der Tageszeitung Viitorul Românesc. Politisch engagierte sich Orban in der Partidul Liberal 1993, die später in der PNL aufging. 2002 wurde er Vorsitzender der Bukarester PNL.

## Politische Karriere
1999 wurde Orban Staatssekretär. Von 2004 bis 2007 war er unter Adriean Videanu Stellvertretender Bukarester Oberbürgermeister. 2007 wurde er von Ministerpräsident Călin Popescu-Tăriceanu als Verkehrsminister in die rumänische Regierung berufen. Bei der Parlamentswahl 2008 wurde Orban in die Abgeordnetenkammer gewählt, der neu gebildeten Regierung gehörte er aber nicht mehr an. 2017 wurde Orban zum Vorsitzenden der PNL gewählt. Nach dem Scheitern der Regierung von Ministerpräsidentin Viorica Dăncilă wurde Orban am 15. Oktober 2019 von Staatspräsident Klaus Johannis mit der Bildung eines neuen
Kabinetts beauftragt. Am 4. November 2019 wurde seine Regierung vom Parlament gewählt, hatte allerdings keine stabile Mehrheit. Bereits drei Monate später, am 5. Februar 2020, wurde Orban und seiner Regierung vom Parlament das Misstrauen ausgesprochen. Am Folgetag beauftragte Staatspräsident Johannis Orban erneut damit, ein Kabinett zusammenzustellen und dieses wiederum einer Vertrauensabstimmung im Parlament zu stellen. Bei der Parlamentswahl in Rumänien im Dezember 2020 konnte sich seine Partei PNL zwar um 5 Prozentpunkte steigern, wurde erneut hinter der PSD nur zweitstärkste Kraft. Zudem schnitt die Partei schlechter ab als in den Umfragen vorausgesagt. Am Tag danach, am 7. Dezember 2020, trat Orban vom Amt des Premierministers zurück.
Orban blieb zunächst Parteivorsitzender der PNL und wurde am 23. Dezember 2020 zum Präsidenten der Abgeordnetenkammer gewählt. Neuer Premierminister wurde der bisherige Finanzminister Florin Cîțu. Dieser kandidierte am 25. September 2021 gegen Orban bei der Neuwahl des Parteivorsitzes. Cîțu setzte sich mit 2.878 gegen 1.898 Stimmen der Delegierten gegen Orban durch. Orban trat daraufhin auch von seinem Amt als Präsident der Abgeordnetenkammer zurück. Er verließ die PNL und gründete mit der Forța Dreptei (Kraft der Rechten) eine eigene politische Bewegung.
Orban kandidierte bei der Präsidentschaftswahl in Rumänien 2024, verpasste jedoch den Einzug in die Stichwahl.

## Privates
Orban ist verheiratet und hat einen Sohn. Sein älterer Bruder Leonard Orban war Europaminister und Europäischer Kommissar für Mehrsprachigkeit in der Kommission Barroso I von 2007 bis 2010.
Neben seiner Muttersprache Rumänisch spricht Orban fließend Englisch und Französisch. Außerdem hat er Grundkenntnisse des Deutschen und des Ungarischen. Mit dem ungarischen Ministerpräsidenten Viktor Orbán ist er nicht verwandt.